# لودگر هونه‌فلدر
لودگر هونه‌فلدر (متولد ۲۵ مارس ۱۹۳۶ در کلن) فیلسوف آلمانی و استاد بازنشسته فلسفه در دانشگاه بن است.

## تحصیلات
هونفلدر از سال ۱۹۵۵ فلسفه، الهیات کاتولیک و آموزش را در بن، اینسبروک و بوخوم آموخت.

## افتخارات
هونفلدر از سال ۱۹۹۹ دکتر افتخاری دانشگاه اینسبروک است. او دریافت کننده مدال طلا از آکادمی علوم چک و مدال مؤسسه فرانسیسکن در سال ۲۰۰۷ است.. در سال ۲۰۰۷ او نشان افتخار شایستگی را دریافت کرد. در سال ۲۰۱۶، هونفلدر حلقه افتخار انجمن Görres را دریافت کرد.

## پژوهش‌ها
تحقیقات هونفلدر بر متافیزیک، اخلاق (با توجه ویژه به اخلاق کاربردی) و انسان‌شناسی و همچنین تاریخ فلسفه در قرون وسطی و اوایل دوران مدرن متمرکز است. هونفلدر یک متخصص برجسته در مورد اندیشه دانس اسکوتوس است.